# 2 Polskie Skrzydło Myśliwskie
2 (133) Polskie Skrzydło Myśliwskie – skrzydło lotnictwa myśliwskiego Polskich Sił Powietrznych w Wielkiej Brytanii.
Jedno ze skrzydeł lotnictwa myśliwskiego PSP. Stanowiło ono siłę zdolną do wykonywania samodzielnych zadań nad terenem przeciwnika lub do skutecznej osłony własnych eskadr bombowych i jednostek morskich.
Dowództwo skrzydła spełniało funkcje operacyjne i podlegało pod tym względem dowódcy brytyjskiej grupy taktycznej. Natomiast pod względem administracyjnym podlegało dowódcy stacji (bazy) lotniczej, na której stacjonowało.

## Formowanie
Skrzydło sformowano 18 sierpnia 1941 na lotnisku w Exeter w hrabstwie Devon. W jego skład włączono wcześniej już utworzone dywizjony myśliwskie.
W 1943, w ramach przygotowań do inwazji na kontynent, wprowadzono pewne zmiany w strukturze organizacyjnej. Przewidywano użycie skrzydła w walkach na froncie. Nowe zadania operacyjne wymagały przystosowania do działań ruchowych i częstych zmian lotnisk w ślad za przesuwaniem się linii frontu. Skrzydło otrzymało polowy numer „133”.

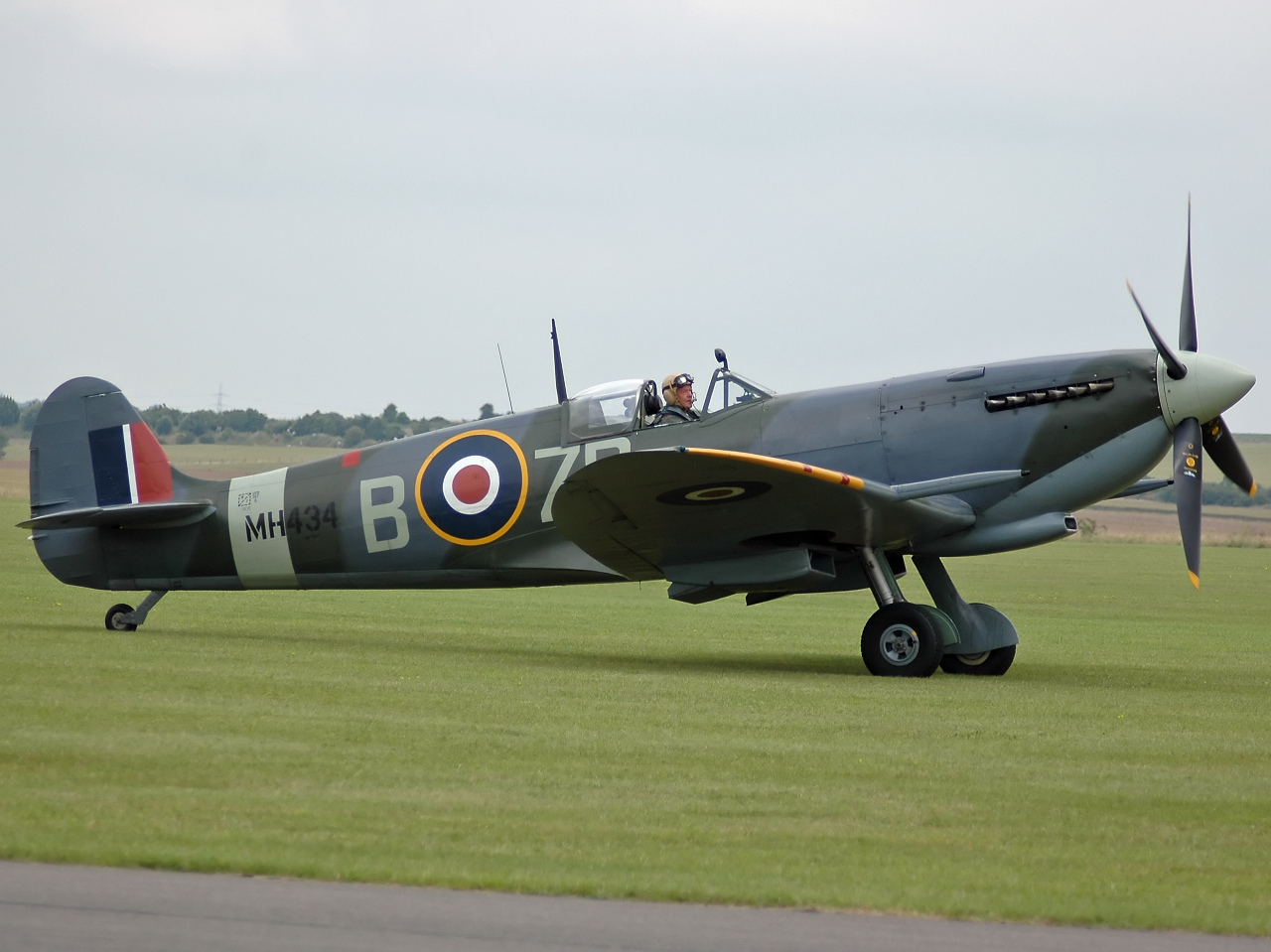
Spitfire - takimi samolotami latali piloci w 1943

Do jego obsługi przydzielono 133 Polowy Port Lotniczy. Początkowo spełniał on funkcję ruchomej bazy zaopatrzenia, posiadając przy tym odrębny status organizacyjny. W lipcu 1944 roku obie jednostki połączono tworząc 133 Polskie Skrzydło.

## Działania bojowe
Stacjonując na lotnisku Exeter skrzydło osłaniało południowo-zachodnią i zachodnią Anglię, broniło portów i miasta Exeter, oraz ochraniało konwoje morskie.
W 1942 jego dywizjony korzystały zwykle z wysuniętego lotniska w Coltishall i działały głównie w Holandii, eskortując brytyjskie wyprawy bombowe. Często też działały w osłonie amerykańskich "Latających Fortec", luzując amerykańskie samoloty myśliwskie dalekiego zasięgu i odprowadzały ciężkie bombowce do ich baz.
W czerwcu 1944 skrzydło w składzie 306 i 315 dywizjonu oraz 129 dywizjon angielski wyłączono ze składu taktycznego lotnictwa i przeznaczono do obrony Londynu.
Początkowo działało w sektorze 12 Grupy Myśliwskiej, a później 11 Grupy. Operując z lotniska Brenzett na przylądku Dungeness, wspierało ofensywę aliantów osłaniając bombowce oraz zwalczało cele naziemne ogniem broni pokładowej.
Jednocześnie zwalczało pociski V1, które od 12 czerwca 1944 przelatywały nad przylądkiem Dungeness kierując się na Londyn.
W kolejnych miesiącach dywizjony skrzydła dokonywały dalekich wypraw często aż nad Berlin z zadaniem eskortowania ciężkiego lotnictwa bombowego RAF wyposażonego w samoloty Avro Lancaster. Od października 1944, bazując na lotnisku Andrews Field w hrabstwie Essex wykonywano także zadania w północno-zachodnich Niemczech. Atakowano przeważnie parowozy, transporty oraz osłaniano bombowce brytyjskie wykonujące naloty na rejon Hamburga i na twierdzę morską na wyspie Helgoland. W czasie jednej z takich misji (9 kwietnia 1945 roku) 133 Skrzydło zestrzeliło cztery odrzutowe Messerschmitty Me 262 bez strat własnych.

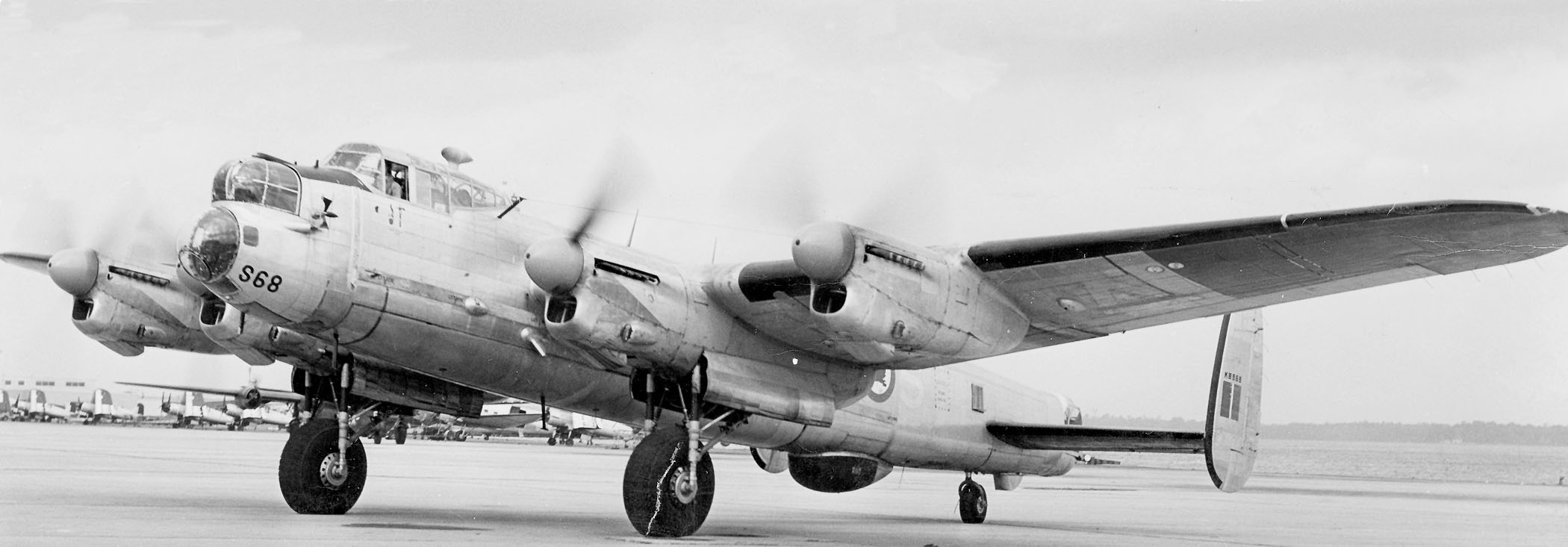
Lancaster – takie samoloty osłaniano

W połowie kwietnia 1945 skrzydło uczestniczyło w eskorcie około 500 brytyjskich "Lancasterów" atakujących niemieckie pancerniki w basenach Świnoujścia. Była to najdalej sięgająca wyprawa, jaką wykonało polskie skrzydło.
25 kwietnia 133 Skrzydło osłaniało z powietrza wielką wyprawę brytyjskiego lotnictwa (w tym polskiego 300 Dywizjonu Bombowego), na kwaterę Hitlera, na pograniczu niemiecko-szwajcarskim, w Berchtesgaden.

## Skład
od 18 sierpnia 1941:
- dywizjon 302 – Poznański
- dywizjon 316 – Warszawski
- dywizjon 317 – Wileński

Od listopada 1941 do stycznia 1945 skład skrzydła ulegał częstym zmianom.
W 1944 skrzydło liczyło dwa dywizjony, na początku 1945 – cztery,
a od lutego 1945 do końca wojny trzy:
- dywizjon 306 – Toruński

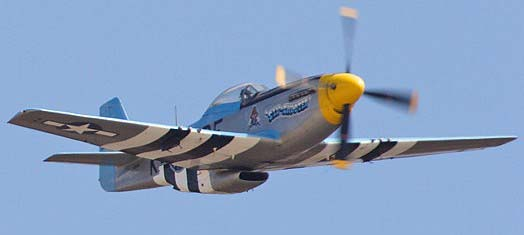
Mustang- na takich samolotach walczyli piloci w 1945

- dywizjon 309 – Ziemi Czerwieńskiej
- dywizjon 315 – Dębliński

## Dowódcy

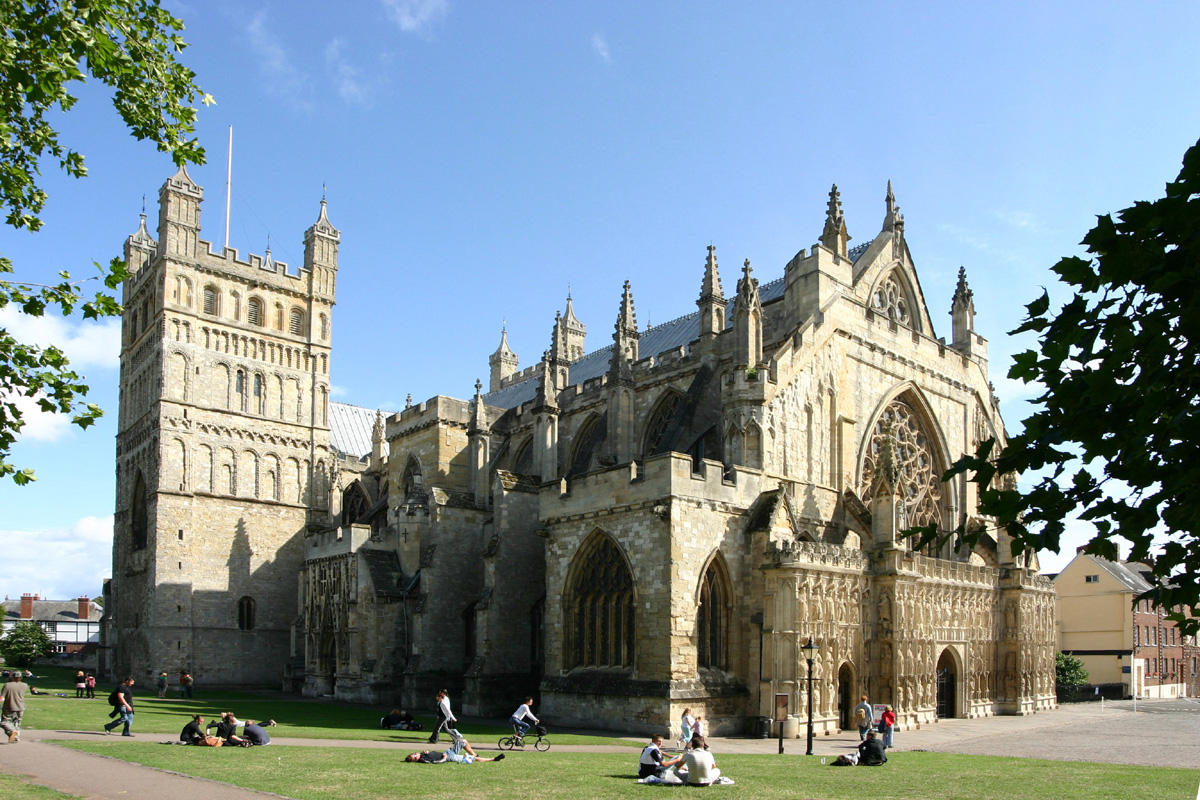
Exeter – tego miasta broniono

- mjr pil. Stanisław Brzezina
- mjr pil. Stefan Witorzeńc
- mjr pil. Wojciech Kołaczkowski
- mjr pil. Aleksander Gabszewicz

- mjr pil. Tadeusz Nowierski
- mjr pil. Walery Żak
- mjr pil. Julian Kowalski
- mjr pil. Stanisław Skalski
- mjr pil. Jan Zumbach
- mjr pil. Kazimierz Rutkowski